# Binali Yıldırım
Binali Yıldırım (wym. [binaːˌli jɯldɯˈɾɯm]; ur. 20 grudnia 1955 w Refahiye w prowincji Erzincan) – turecki polityk i inżynier, długoletni minister transportu, w latach 2016–2017 przewodniczący Partii Sprawiedliwości i Rozwoju (AKP), w latach 2016–2018 premier Turcji, w latach 2018–2019 przewodniczący Wielkiego Zgromadzenia Narodowego Turcji.

## Życiorys
Urodził się 20 grudnia 1955 w Erzincan. Absolwent inżynierii morskiej na Uniwersytecie Technicznym w Stambule, w 1991 ukończył studia podyplomowe na World Maritime University w Malmö. Pracował jako inżynier i kierownik projektów m.in. w dyrekcji generalnej do spraw przemysłu okręgowego. W 1994 objął stanowisko dyrektora generalnego stambulskiego przedsiębiorstwa promowego İstanbul Deniz Otobüsleri (İDO). Stał się wówczas bliskim współpracownikiem burmistrza Stambułu Recepa Tayyipa Erdoğana. W trakcie sześcioletniego kierowania İDO przedsiębiorstwo to rozbudowało sieć terminali i promów do przewozów pasażerskich i samochodowych. Binali Yıldırım został odwołany w 2000 przez kolejnego burmistrza, gdy pojawiły się wobec niego zarzuty nepotyzmu przy jednym z kontraktów.
W 2001 znalazł się wśród założycieli powołanej przez Recepa Tayyipa Erdoğana Partii Sprawiedliwości i Rozwoju. Z listy AKP w 2002 po raz pierwszy został wybrany na deputowanego do Wielkiego Zgromadzenia Narodowego Turcji. Z powodzeniem ubiegał się o poselską reelekcję w 2007 i 2011. Nie znalazł się w parlamencie wybranym w czerwcu 2015 (partia nie umieściła wówczas na listach wyborczych osób, które dotąd trzykrotnie z jej ramienia uzyskiwały mandat); zasiadł w nim jednak po kolejnych wyborach z listopada 2015, następnie mandat poselski utrzymał również w 2018.
W listopadzie 2002 objął stanowisko ministra transportu w rządzie Abdullaha Güla. Pozostał na tej funkcji również w marcu 2003, gdy na czele gabinetu mógł stanąć Recep Tayyip Erdoğan. Ustąpił w maju 2007, co wynikało z ówczesnych przepisów prawnych (wymagających odejścia z rządu przed wyborami parlamentarnymi niektórych ministrów oraz wyznaczenia w ich miejsce osób bezpartyjnych). Powrócił na ten urząd w sierpniu tego samego roku. Z tych samych względów co poprzednio odszedł ze stanowiska w marcu 2011, po czym w lipcu 2011 ponownie otrzymał nominację na ministra transportu. W listopadzie tegoż roku został natomiast ministrem transportu, spraw morskich i komunikacji. W trakcie kierowania przez niego resortem transportu w Turcji przeprowadzono liczne inwestycje infrastrukturalne, w tym dotyczące rozwoju kolei dużych prędkości, rozbudowy komunikacji publicznej w miastach, tworzenia nowych linii metra, budowy tunelu kolejowego Marmaray pod cieśniną Bosfor oraz przygotowań do budowy Kanału Stambulskiego. Jego projekty z uwagi na znaczny wpływ na środowisko były krytykowane przez część opozycji i ekologów. Krytykowali go również zwolennicy państwa świeckiego, zwłaszcza po ujawnieniu zdjęcia jego żony, która w czasie spotkania męża z przedsiębiorcami, spożywała posiłek w oddaleniu od grupy gości, a głowę miała ściśle zakrytą hidżabem. W późniejszym czasie pojawiały się zarzuty dotyczące nieprawidłowości przy przetargach czy odnoszące się do bogacenia się ministra. Ostatecznie w grudniu 2013 Binali Yıldırım odszedł z rządu.
W 2014 bezskutecznie kandydował na burmistrza Izmiru. Został też włączony do kręgu najbliższych doradców prezydenta Recepa Tayyipa Erdoğana (nieformalnie, aby nie musieć rezygnować z mandatu poselskiego). W listopadzie 2015 powrócił na stanowisko ministra transportu, spraw morskich i komunikacji, dołączając do rządu Ahmeta Davutoğlu. Ten ostatni w maju 2016 nie ubiegał się o ponowny wybór na przewodniczącego AKP i zapowiedział rezygnację z funkcji premiera. 22 maja 2016 Binali Yıldırım został jednogłośnie wybrany na nowego przewodniczącego Partii Sprawiedliwości i Rozwoju. W tym samym dniu prezydent powierzył mu misję stworzenia 65. rządu Turcji. Jego gabinet został zaprzysiężony dwa dni później. W maju 2017 Recep Tayyip Erdoğan powrócił na funkcję przewodniczącego AKP, Binali Yıldırım został wówczas wiceprzewodniczącym centralnego zarządu wykonawczego partii. Wcześniej w kwietniu 2017 w Turcji przeprowadzono referendum konstytucyjne, w wyniku którego wprowadzono zmiany ustrojowe obejmujące m.in. połączenie funkcji głowy państwa i szefa rządu. Stanowisko premiera zostało w związku z tym zlikwidowane, a Binali Yıldırım zakończył urzędowanie 9 lipca 2018. W tym samym miesiącu został przewodniczącym Wielkiego Zgromadzenia Narodowego Turcji, którym kierował do lutego 2019. Zrezygnował w związku z kandydowaniem na burmistrza Stambułu; w wyborach tych przegrał z Ekremem İmamoğlu.

## Życie prywatne
Żonaty z Semihą Yıldırım; ojciec trójki dzieci.